# Louis Audouin-Dubreuil

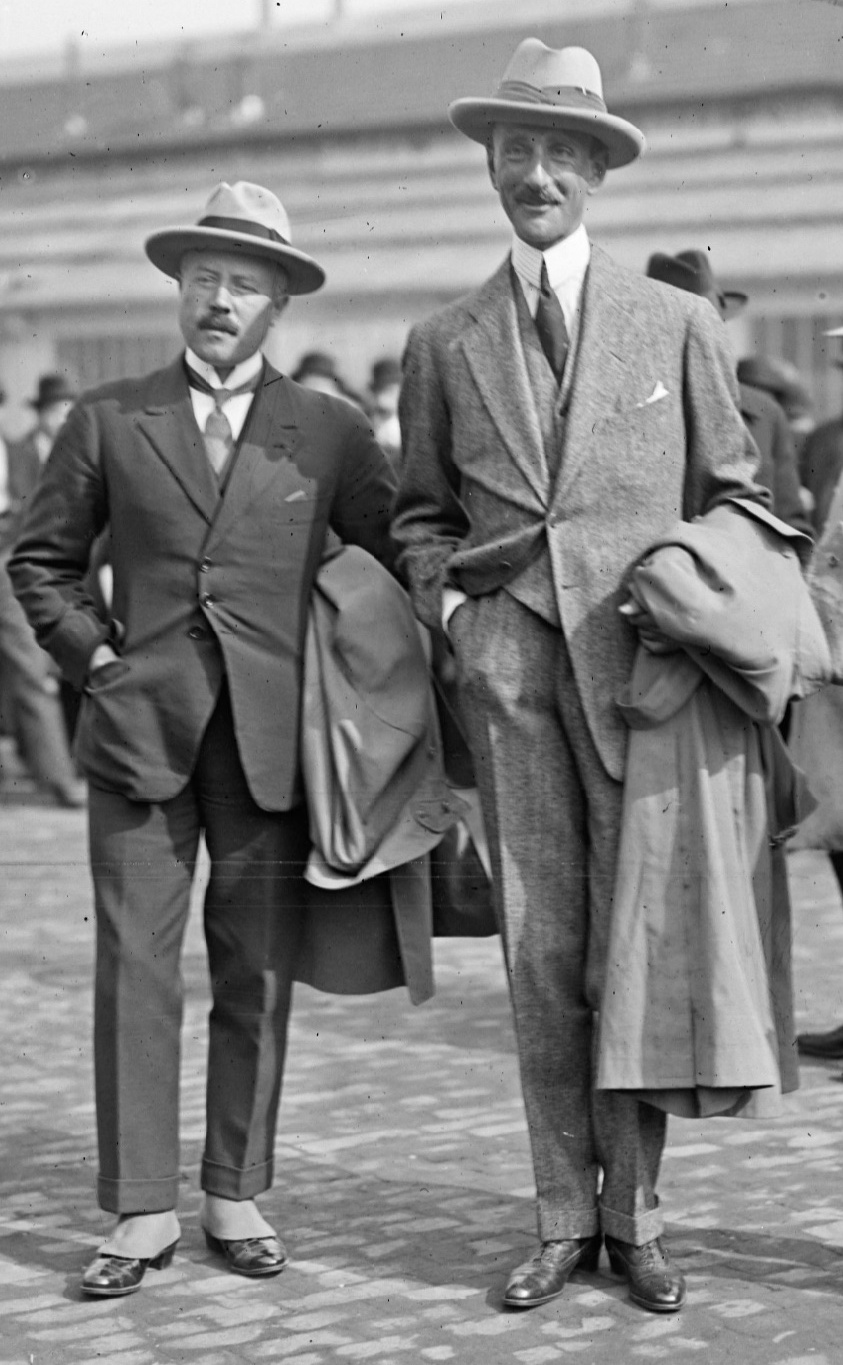
Louis Audouin-Dubreuil och Georges-Marie Haardt, 1923

Louis Audouin-Dubreuil, född 2 augusti 1887 i Saint-Jean-d'Angély i Frankrike, död 12 februari 1960 i Zarzis i Tunisien, var en fransk officer och expeditionsledare. 
Louis Audouin-Dubreuils var son till Paul Louis Audouin-Dubreuil, som var cognacshandlare i Saint-Jean-d'Angély och chef för firman Audouin frères. Han utbildade sig under två år i Storbritannien, varefter han övertog ledningen för familjeföretaget 1911. År 1914 antogs han till 10:e husarregementet och genomgick Saumurs kavalleriskola. Han deltog i Slaget vid Marne 1914 och därefter som förbindelseofficer. Han gjorde också fälttjänst i löpgravarna i Arras, Argonne och deltog 1916 i Slaget vid Verdun. År 1917 fick han flygcertifikat i Chartres och tjänstgjorde därefter i södra Tunisien. Där anlade han flygfältet i Zarzis och deltog i fransmännens strider mot de sufistiska Sanusiya-brödraskapen vid gränsen mellan Tunisien och Libyen.
Han ledde 1919 fordonsdetaljen i en militär expedition i Saoura- och Tidikelt-regionerna i Sahara. Därefter lämnade han armén och rekryterades av André Citroën som närmaste man till Georges-Marie Haardt för den första av Citroëns långa expeditioner med halvbandvagnar av märket Citroën-Kégresse över svårbefarbar terräng. Denna expedition, Raid Citroën – La Traversée du Sahara, gick från Touggourt i Algeriet till Timbuktu i Mali mellan den 17 december 1922 och den 7 januari 1923, och därefter i retur till Algeriet. Senare var han tillsammans med Georges-Marie Haardt också ansvarig för Croisière noire genom Afrika 1924-1925 och Croisière jaune genom Asien 1931–1932.
Under andra världskriget var han skvadronchef och sedan anställd vid Frankrikes kolonialadministration i Tunisien. 
Han gifte sig 1933 med översättaren Gilberte Marchegay (1908–1995). Paret fick tre döttrar.